# Čáslav
Čáslav (něm. Tschaslau nebo Časlau) je město ležící v okrese Kutná Hora ve Středočeském kraji. Žije zde přibližně 11 tisíc obyvatel.
Město bylo založené v roce 1264 za vlády Přemysla Otakara II. Historické jádro města je městskou památkovou zónou. Nejstarší dochovanou památkou je románský kostelík sv. Michala z roku 1130, který je dnes součástí chrámu sv. Petra a Pavla. Městem protéká říčka Brslenka, na horním toku nazývaná také Čáslavka, která je levostranným přítokem řeky Doubravy.

## Historie
Prokazatelné osídlení plochy města se datuje od počátku neolitu (6. až 5. tis. př. n. l.). Bohaté archeologické nálezy z města a jeho okolí dokládají, že se zde vystřídala řada pravěkých kultur. Slovanské osídlení se datuje od 9. století. Pravděpodobným centrem se stal Hrádek, který je v 10. století tradičně spojován se Slavníkovci. V 11. století se Hrádek stal přemyslovským správním hradištěm a centrem přemyslovské provincie.

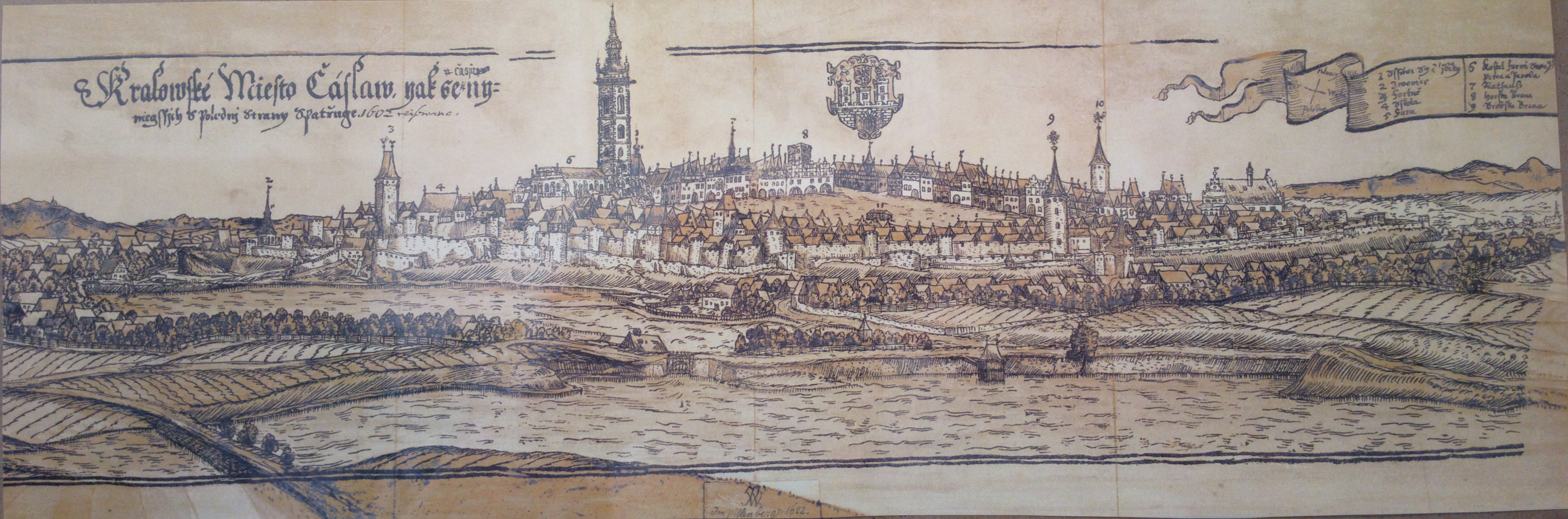
Veduta Čáslavi, Jan Willenberg, 1602

Královské město Čáslav vzniklo okolo poloviny 13. století za vlády Přemysla Otakara II. při jedné z hlavních zemských stezek spojujících Čechy s Moravou. Dodnes je patrný gotický vnitřní půdorys – velké centrální náměstí, kterému dominuje radnice a pravoúhlá uliční síť. Město bylo po svém založení vybaveno základními právy, které z něho učinily samostatnou obec. Církevní život byl spojen s farním kostelem svatého Petra a Pavla. Stavba raně gotického kostela byla zahájena na konci 13. století a byl do ní začleněn románský kostel sv. Michala z 11. století (dnešní sakristie), který zde původně stál. V jihozápadní části města stál minoritský klášter, zaniklý v husitských válkách. Městský areál byl vymezen hradbami, které jsou zachovány v jedné třetině jejich délky. Do města se vcházelo čtyřmi branami. Ojedinělou památkou čáslavského gotického opevnění je válcová tzv. Otakarova věž, která stávala při Brodské bráně.
Po vypuknutí husitského hnutí setrvala Čáslav na straně Zikmundově. Po jarní ofenzívě husitů v roce 1421 přešlo město na jejich stranu. V červnu 1421 se sešel v děkanském chrámu sv. Petra a Pavla zemský sněm, který vstoupil do dějin jako Čáslavský. Sněm mimo jiné ustavil dvacetičlennou zemskou vládu, do které byl zvolen i Jan Žižka. Ostatky tohoto slavného husitského vojevůdce se našly v roce 1910 ve výklenku pod věží mariánské kaple.
V 15. a 16. století postihly ze značné části dřevěné město dva velké požáry. V roce 1452 vyhořela polovina města, v roce 1522 padlo ohni za oběť skoro celé město. Po tomto požáru však došlo opět ke kulturnímu a hospodářskému vzestupu města. V roce 1567 byl prováděn v královských městech soupis domů. V Čáslavi jich tehdy bylo 280. Rozvoji stavební činnosti přerušily až události třicetileté války. V září 1618 se jižně od města odehrála tzv. bitva u Čáslavi, jedno z prvních bojových střetnutí po začátku stavovského povstání. Především dva švédské vpády v letech 1639 a 1643 způsobily, že se Čáslav stala nejen městem pustým, ale navíc do 18. století silně zadluženým.
V období humanismu a renesance došlo ke změnám ve školství, to postihuje i čáslavskou partikulární školu. Budova se nacházela naproti kostelu u Žižkovy brány, v úvahu připadají domy č. p. 194, 195 a 186. Jejich interiér byl vybaven jako každý měšťanský dům. Jako učitelé zde působili:
1. rektor – nejvyšší učitel, ředitel školy. Učil v nejvyšší třídě (prima), byl to bakalář (absolvent Karolina),
2. prorektor – zástupce rektora, učil ve 2. nejvyšší třídě,
3. kantor – „řadový“ učitel, kantoři byli zpravidla hráči na nástroj.

Žáci při přijetí do školy skládali žákovský slib: „Slibuji, že budu učitele poslušen ve všem dobrém a slušném, že věrně zachovám zákony školské a řád vyučovací, že budu pilně pěstovati svobodná umění a povinnosti svého povolání bedlivě vykonávati, jakož mě Bůh toho dopomáhej“. Ve středověku spravovala školy především církev, od humanismu bylo školství spravováno pražskou univerzitou.

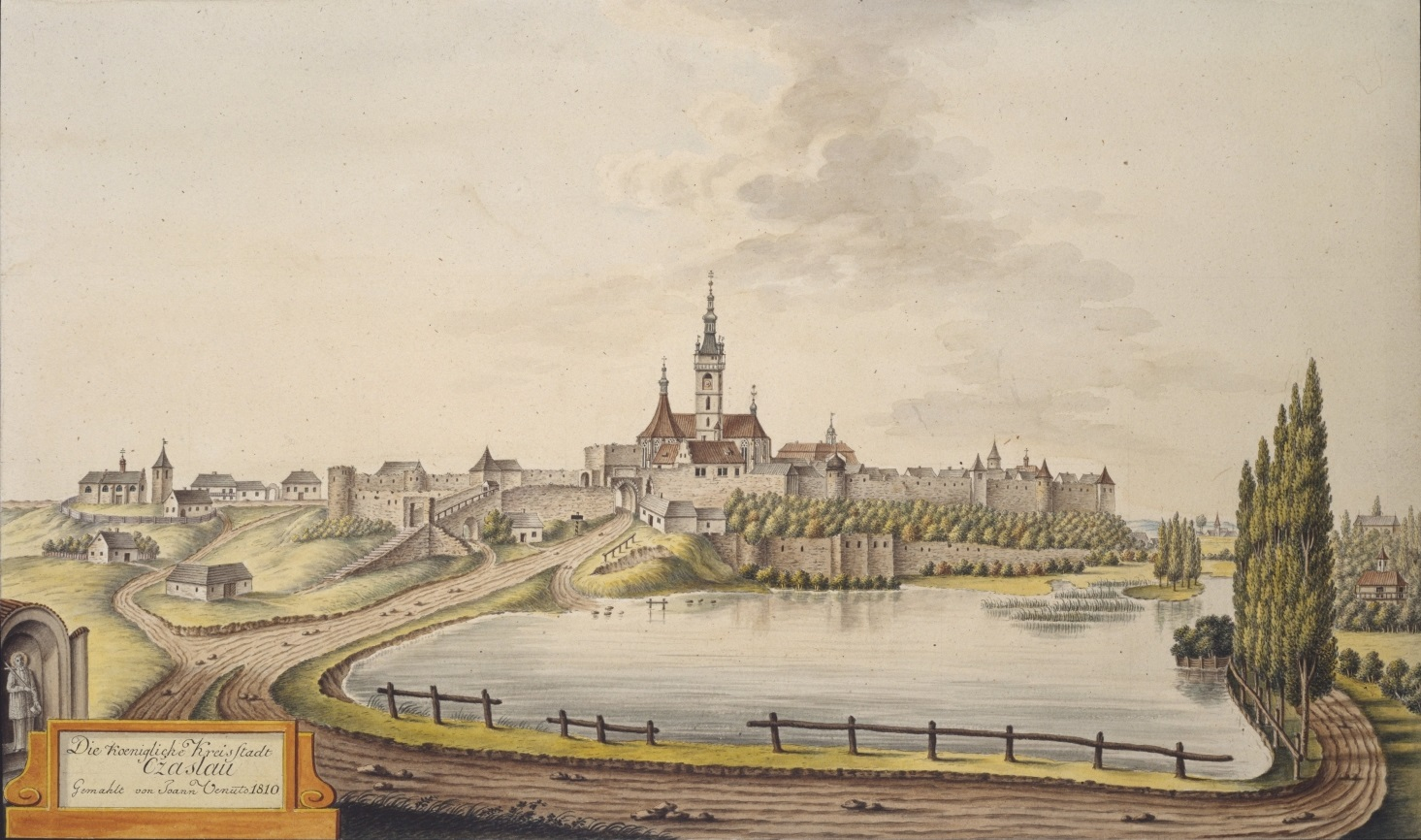
Královské krajské město Čáslav namalováno Joannem Venutem, 1810

V 18. století byla Čáslav významným správním centrem, sídlem krajského úřadu Čáslavského kraje (1715), pošty, vojenské posádky. Novodobým stavebním ruchem na začátku 19. století byl do značné míry setřen původní renesanční a barokní charakter města. V polovině 19. století získala Čáslav postupně také úřady s okresní působností a začaly zde vznikat i některé vyšší vzdělávací ústavy (gymnázium, odborné školy). V druhé polovině 19. a na začátku 20. století byly zakládány hospodářské a peněžní ústavy (např. městská spořitelna, živnostenská záložna, hospodářské družstvo), dále elektrárna, plynárna aj. Došlo i k nové výstavbě ve městě, a to především budov pro správní a školské účely.
V roce 1884 bylo založeno městské muzeum podle projektu architekta Františka Tetřeva, které patří mezi nejstarší kamenná venkovská muzea. Budova muzea je novoklasicistní, interiéry napodobují např. Národní muzeum v Praze (chodby, exteriéry) nebo Britské národní muzeum v Londýně (vitríny). Na kopuli muzea je k vidění replika Svatováclavské koruny – symbol české státnosti. Stavbu muzea financovala záložna města Čáslavě. O založení muzea se silně zasloužil Kliment Čermák a Josef Kaunický (přispěl svými sbírkami).
Obecní lidová knihovna Palackého v Čáslavi byla slavnostně otevřena 12. června 1898 ve dvou místnostech radnice. V roce 1928 byla vybudována čítárna a knihovna byla přestěhována do prostornějších místností do budovy vedle radnice. V roce 1936 nastoupil profesionální knihovník. V letech 1940–1945 bylo knihovně zabaveno množství knih. V roce 1950 byla znovu přestěhována do budovy radnice a v letech 1951–1960 vykonávala funkci knihovny okresní, od roku 1960 reorganizací je knihovnou městskou. Od roku 1994 součástí knihovny je informační středisko (dnes informační centrum), v letech 1998–2002 byl automatizován výpůjční provoz knihovny. V roce 2004 byla knihovna přestěhována do prostor, v nichž v současnosti sídlí a v témže roce schválilo městské zastupitelstvo sloučení městského muzea a městské knihovny do jednoho právního subjektu s názvem Městské muzeum a Čáslav (účinnost od 1. ledna 2005).
Od roku 1960 přestala být Čáslav okresním městem, zůstala však přirozeným spádovým centrem. Na konci 90. let 20. století byl vystavěn obchvat města na silnice I/38. Začíná u části města Čáslav, které se říká Kalabousek a končí za městem u prodejny automobilů Škoda, kde pokračuje silnice I/38 směrem na Havlíčkův Brod. Obchvat odvedl z města dopravu od Prahy. V roce 2003 se stala Čáslav obcí s rozšířenou působností, což znamená, že se určité pravomoci bývalého okresního úřadu v Kutné Hoře opět přenesly do tohoto města. V posledních letech se ve městě ve velkém rekonstruuje. Rekonstrukcí prošly ulice (Gen. Moravce, Jeníkovská, Chrudimská, a další), stavby (prostory kolem nádraží, nemocnice) nebo byly nově postaveny (nová hasičská stanice). Územněsprávní začlenění

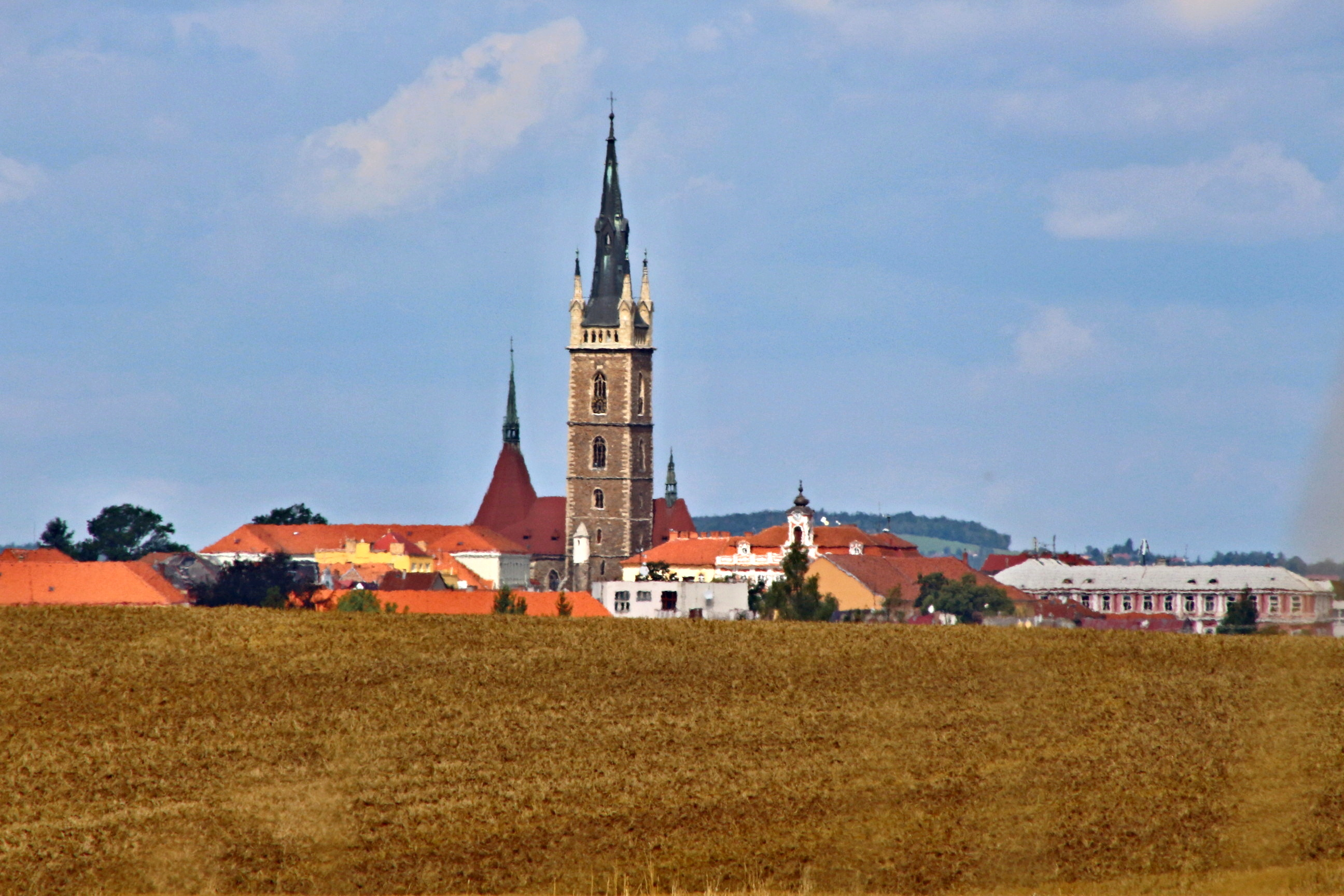
Panorama Čáslavi od Filipova

Dějiny územněsprávního začleňování zahrnují období od roku 1850 do současnosti. V chronologickém přehledu je uvedena územně administrativní příslušnost města v roce, kdy ke změně došlo:
- do 1849 země česká, kraj Čáslav, soudní okres Čáslav
- 1850 země česká, kraj Pardubice, politický okres Kutná Hora, soudní okres Čáslav[5]
- 1855 země česká, kraj Čáslav, soudní okres Čáslav
- 1868 země česká, politický i soudní okres Čáslav
- 1939 země česká, Oberlandrat Kolín, politický i soudní okres Čáslav[6]
- 1942 země česká, Oberlandrat Praha, politický i soudní okres Čáslav[7]
- 1945 země česká, správní i soudní okres Čáslav[8]
- 1949 Pardubický kraj, okres Čáslav[9]
- 1960 Středočeský kraj, okres Kutná Hora
- 2003 Středočeský kraj, obec s rozšířenou působností Čáslav

### Rok 1932
Ve městě Čáslav (přísl. Filipov, 10637 obyvatel) byly v roce 1932 evidovány tyto živnosti a obchody:
- Instituce: okresní úřad, okresní soud, berní správa, berní úřad, okresní finanční ředitelství, katastrální zeměměřičský úřad, důchodkový kontrolní úřad, lesní inspektorát, expozitura zemědělské rady, velitelství 5. oddělení zemského četnického velitelství, okresní četnické velitelství, poštovní úřad, telefonní úřad, telegrafní úřad, 2  katol. kostely, evang. kostel, českosl. kostel, synagoga, posádkové velitelství pěšího pluku 21
- Ústavy: divadlo, loutkové divadlo, městské muzeum, okresní nemocnice, městský chudobinec, městský sirotčinec, okresní sirotčinec, městská opatrovna, jatky, elektrárna, plynárna, sbor dobrovolných hasičů, státní vyšší reálné gymnázium, učitelský ústav, vyšší hospodářská zelenářsko-semenářská škola, hospodyňská škola
- Živnosti a průmysl (výběr): obchodní grémium, společenstvo holičů a kadeřníků, hostinských a výčepníků, kovářů a podkovářů, oděvních živností, pekařů, řezníků a uzenářů, stavebních živností a kolářů, továrna na droždí, továrna na kůže, lihovar, továrna na margarín, pivovar, 2 pily, 2 cihelny, 2 mlýny
- Služby (výběr): 12 lékařů, 2 zubní lékaři, 3 zvěrolékaři, 7 advokátů, notář, Česká průmyslová banka, biograf Pokrok, biograf Sokol, 4 časopisy, 4 fotoateliéry, 2 geometři, 4 hotely (Hvězda, U bílého koně, U české koruny, U Prince), 2 kavárny, lázně, 2 lékárny, 4 restaurace, Okresní hospodářská záložna, Spořitelna města Čáslavě, Záložna Čáslavská, Živnostensko-obchodnická záložna, Lidová záložna, 3 vinárny, 2 zubní ateliéry

## Části města
- Čáslav-Staré Město
- Čáslav-Nové Město
- Filipov

## Doprava

### Dopravní síť
Městem prochází silnice I/38 Jihlava – Havlíčkův Brod – Čáslav – Kolín – Nymburk. Z města vychází silnice I/17 Čáslav – Chrudim – Zámrsk. Městem procházejí silnice II/337 Uhlířské Janovice – Čáslav – Seč – Skuteč, silnice II/338 Chvaletice – Čáslav – Zbýšov – Ledeč nad Sázavou a silnice II/339 Čáslav – Červené Janovice – Ledeč nad Sázavou.
Město Čáslav leží na  železniční trati Kolín – Havlíčkův Brod, z níž odbočuje železniční trať Čáslav–Třemošnice. Železniční trať Kolín – Kutná Hora – Havlíčkův Brod je dvoukolejná elektrizovaná celostátní trať zařazená do evropského železničního systému, doprava byla zahájena roku 1869. Železniční trať Čáslav – Třemošnice je jednokolejná regionální trať, doprava byla zahájena roku 1881. Z Čáslavi vedla i trať Čáslav – Močovice. Byla to jednokolejná nákladní trať, zahájení dopravy bylo roku 1881, zrušení tratě 1965, část tratě slouží jako vlečka do závodu KOSMOS.
Do nádraží Čáslav je napojena vlečka vojenského letiště Čáslav, neboť poblíž je vojenské neveřejné mezinárodní letiště a základna taktického letectva.

### Veřejná doprava 2011
Příměstské autobusové linky vedly z města např. do Havlíčkova Brodu, Hradce Králové, Chotěboře, Kolína, Kutné Hory, Ledče nad Sázavou, Pardubic, Přelouče, Třemošnice, Zbýšova, Zruče nad Sázavou a Žlebů (dopravce Arriva Východní Čechy, a. s.). Městem projížděly tyto dálkové autobusové linky:
- Praha-Chotěboř-Hlinsko-Svratka-Polička (v pracovních dnech 1 spoj, v neděli 1 spoj) a Lanškroun-Česká Třebová-Litomyšl-Vysoké Mýto-Chrudim-Pardubice-Čáslav-Kutná Hora-Kolín-Praha (v pracovních dnech 1 spoj, v neděli 1 spoj) (dopravce ČSAD Ústí nad Orlicí, a. s.).
- Ždírec n.Doubravou-Chotěboř-Čáslav-Kutná Hora-Kolín-Praha (v pracovních dnech 1 spoj, v neděli 1 spoj) a Chrudim-Čáslav-Kutná Hora-Kolín-Praha (v pracovních dnech 5 spojů) (dopravce Veolia Transport Východní Čechy, a. s.).
- Praha-Čáslav-Polička (v pátek, sobotu a neděli 1 spoj) (dopravce Zlatovánek, s. r. o.).
- Mrákotín-Telč-Jihlava-Praha (v pracovních dnech 1 spoj) (dopravce ICOM transport, a. s.).

Odbočnou železniční stanicí Čáslav jezdilo po trati 230 v pracovních dnech 12 párů rychlíků a 16 párů osobních vlaků, o víkendu 9 párů rychlíků a 10 párů osobních vlaků. Po trati 236 jezdilo v pracovních dnech 12 párů osobních vlaků, o víkendu 6 párů osobních vlaků.
Městskou hromadou dopravu ve městě o dvou linkách zajišťuje v současné době dopravce ARRIVA VÝCHODNÍ ČECHY, a.s.

## Školství
Předškolní zařízení:
- Mateřská škola Čáslav, Čeplov, Jahodová
- Mateřská škola Čáslav, Bojovníků za svobodu
- Mateřská škola Čáslav, R. Těsnohlídka
- Mateřská škola Čáslav, Masarykova
- Mateřská škola Čáslav, Husova

Základní školy:
- Základní škola Čáslav, Nám. Jana Žižky z Trocnova
- Základní škola Čáslav, Masarykova 357
- Základní škola Čáslav, Sadová 1756
- Základní umělecká škola (ZUŠ) Jana Ladislava Dusíka

Střední školy:
- Střední odborné učiliště Čáslav, Žižkovo náměstí 75
- Střední zemědělská škola Čáslav, Sadová 1234
- Gymnázium a Střední odborná škola pedagogická, Čáslav, Masarykova 248
- Střední odborná škola a Střední odborné učiliště dopravní Čáslav
- Vyšší odborná škola, Střední průmyslová škola a Obchodní akademie Čáslav

Vyšší odborné školy
- Vyšší odborná škola, Střední průmyslová škola a Obchodní akademie Čáslav

Speciální školy
- Základní škola speciální a praktická škola Diakonie Českobratrské církve evangelické

## Pamětihodnosti
- Městské opevnění
- Kostel svatého Petra a Pavla
- Pomník Jana Žižky
- Radnice
- Evangelický kostel
- Evangelická fara
- Čáslavské hradiště
- Synagoga

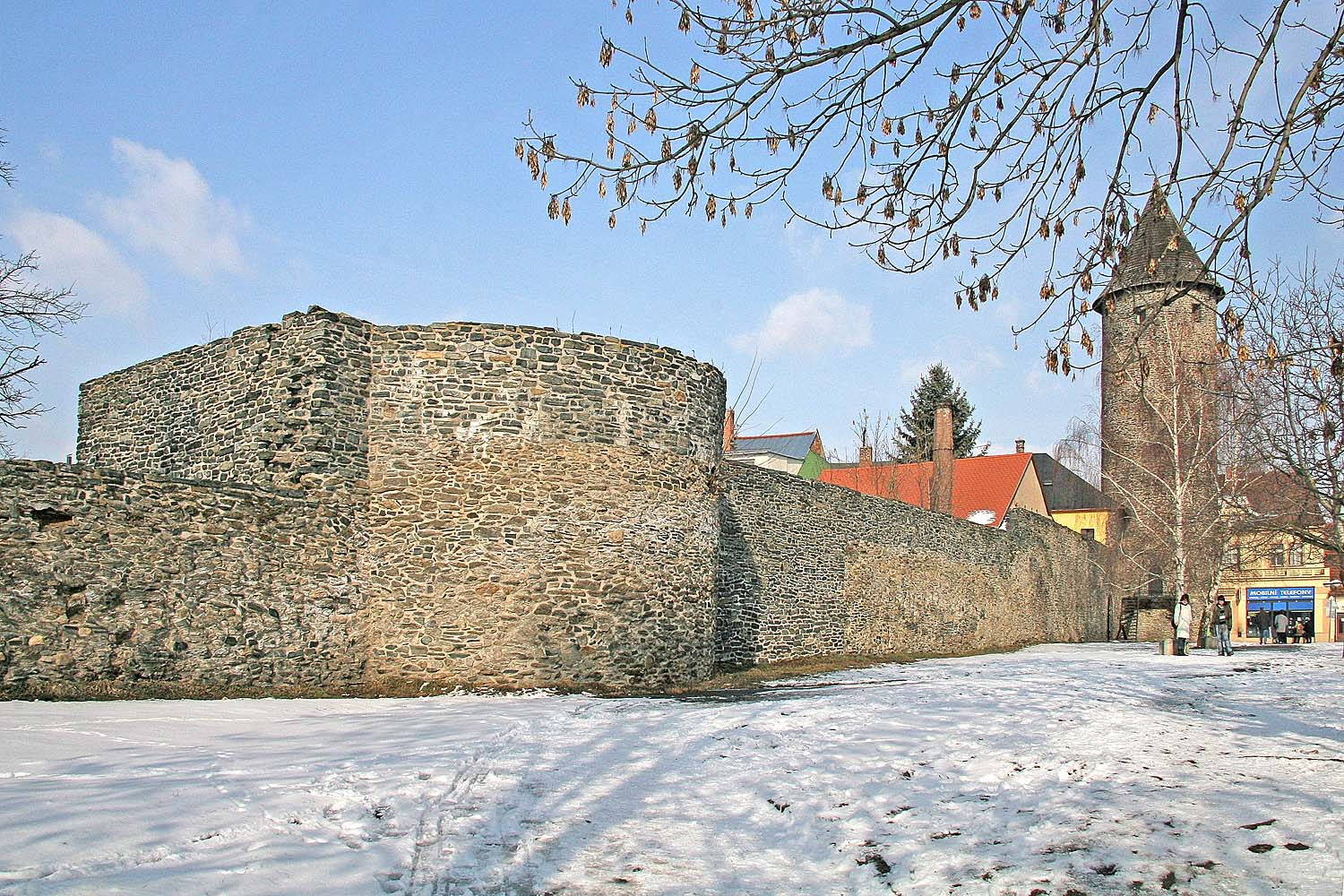
Pozůstatky městských hradeb
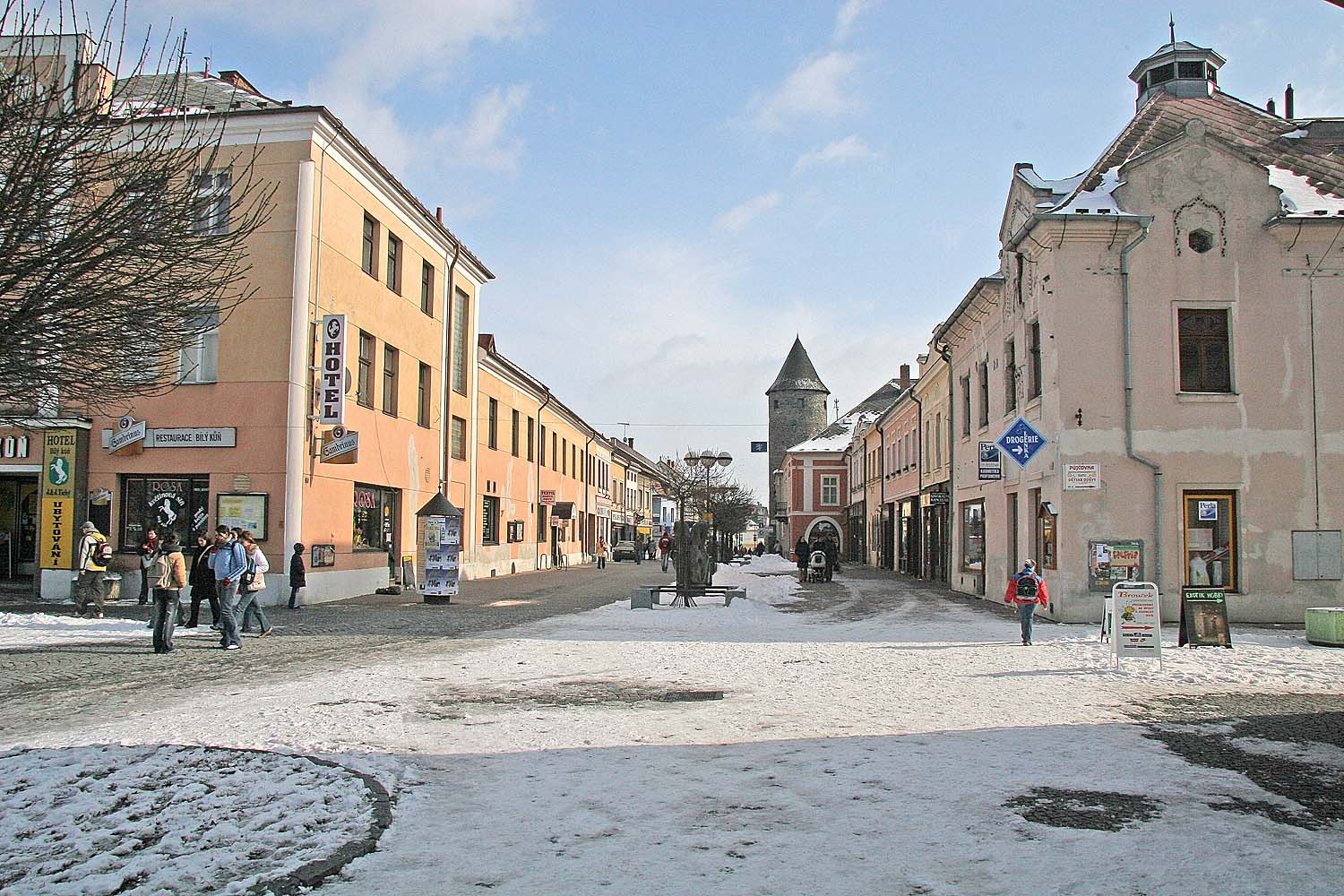
Pohled z náměstí směrem k Otakarově věži
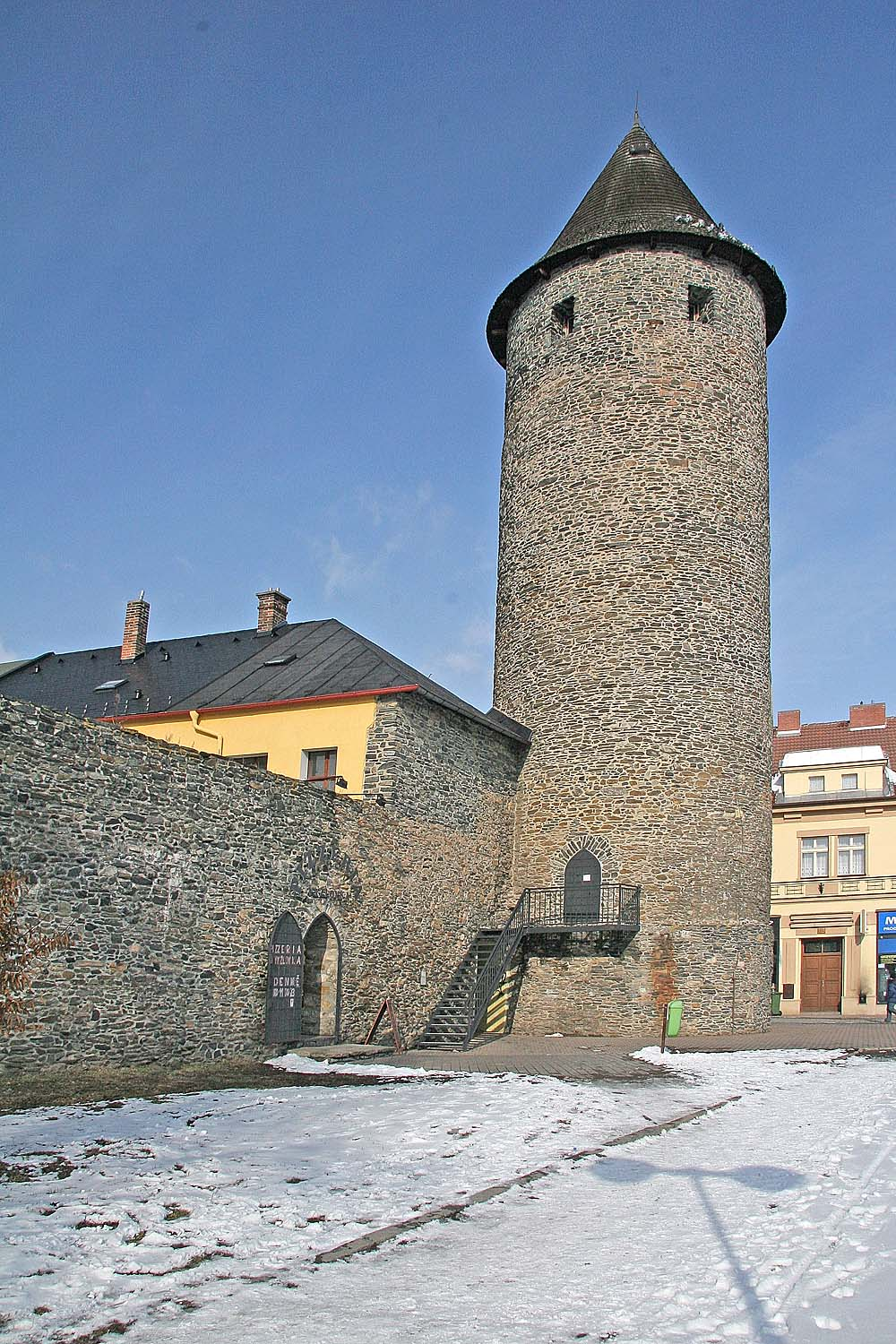
Otakarova věž
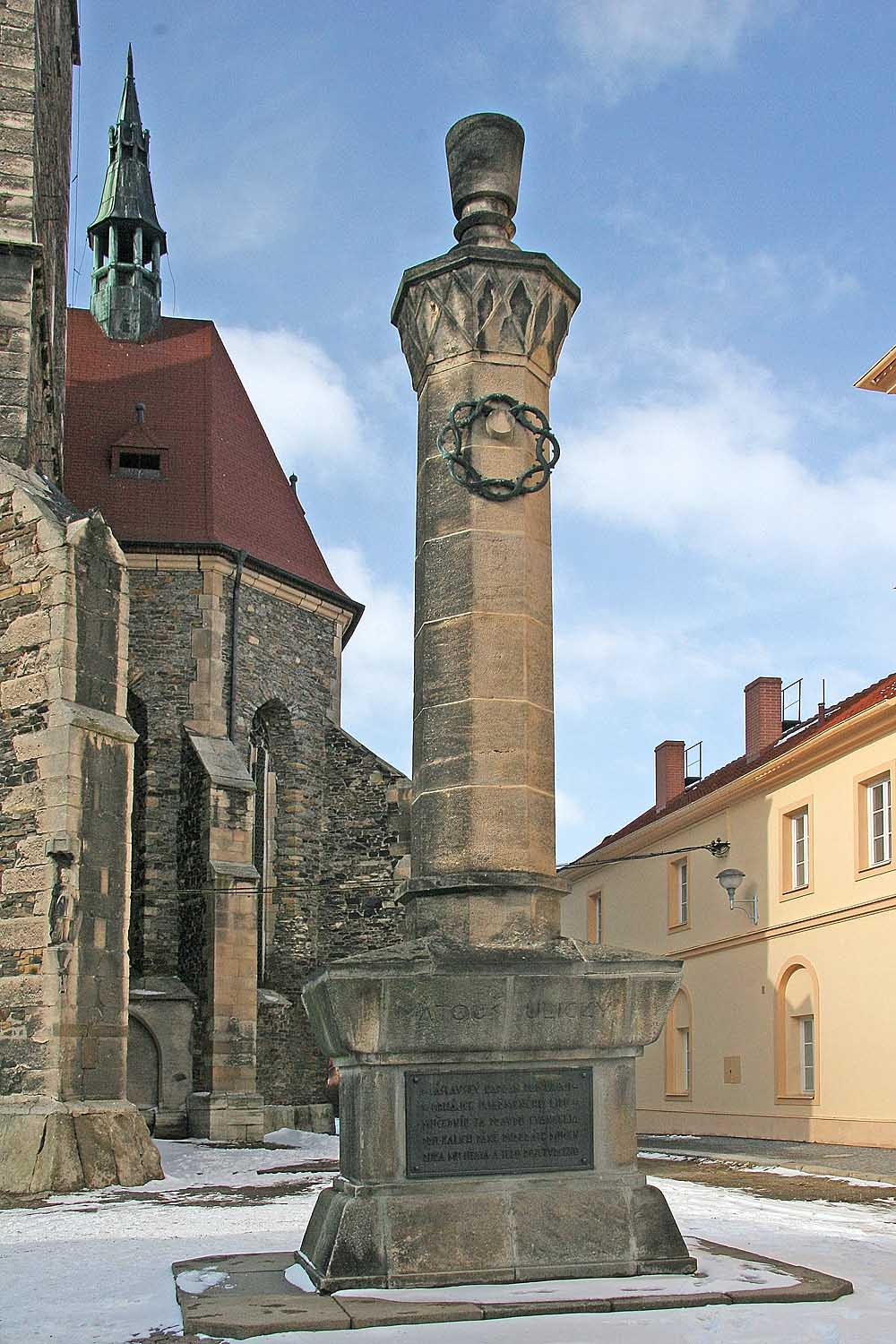
Pomník Matouše Ulického u kostela sv. Petra a Pavla
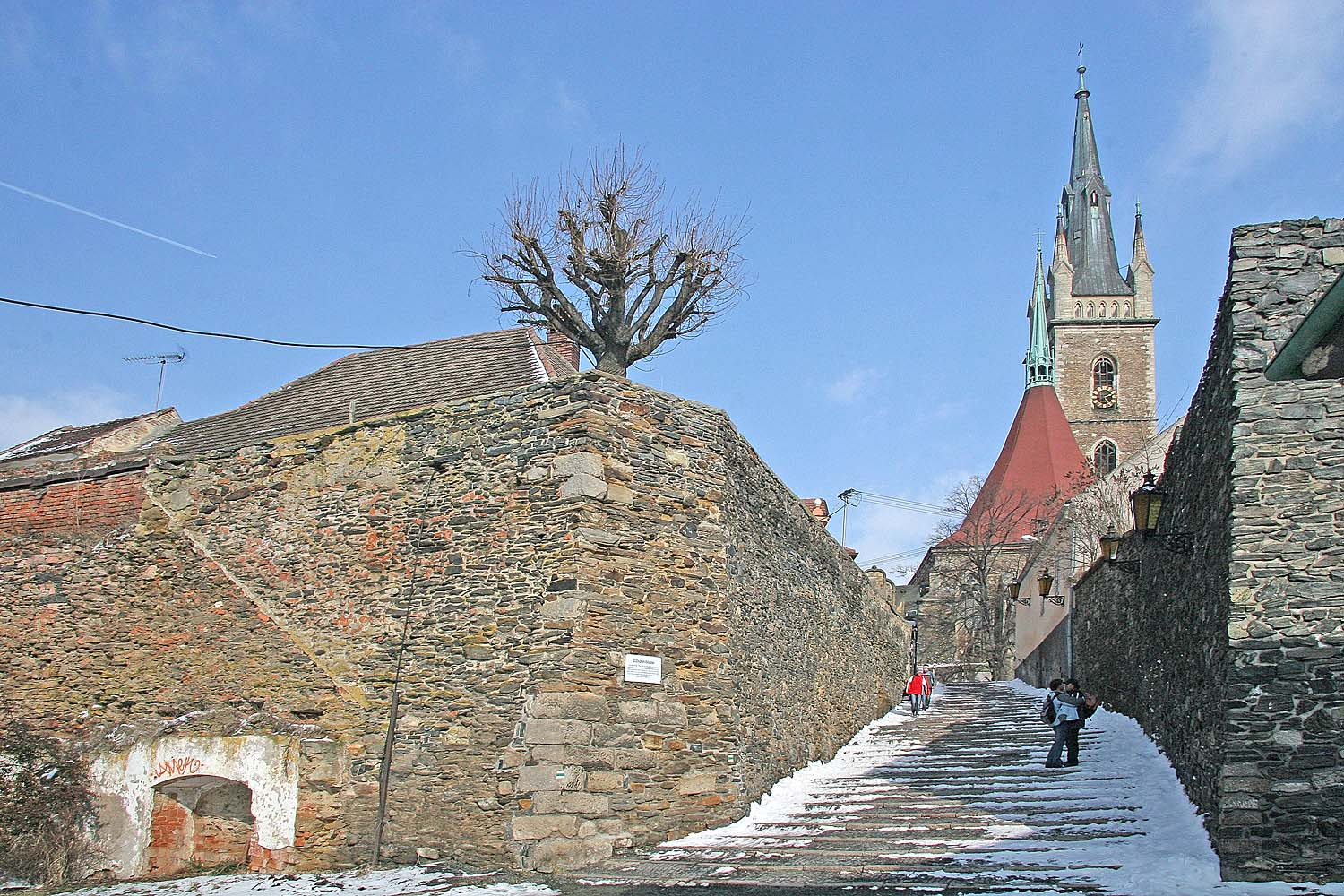
Žižkova brána
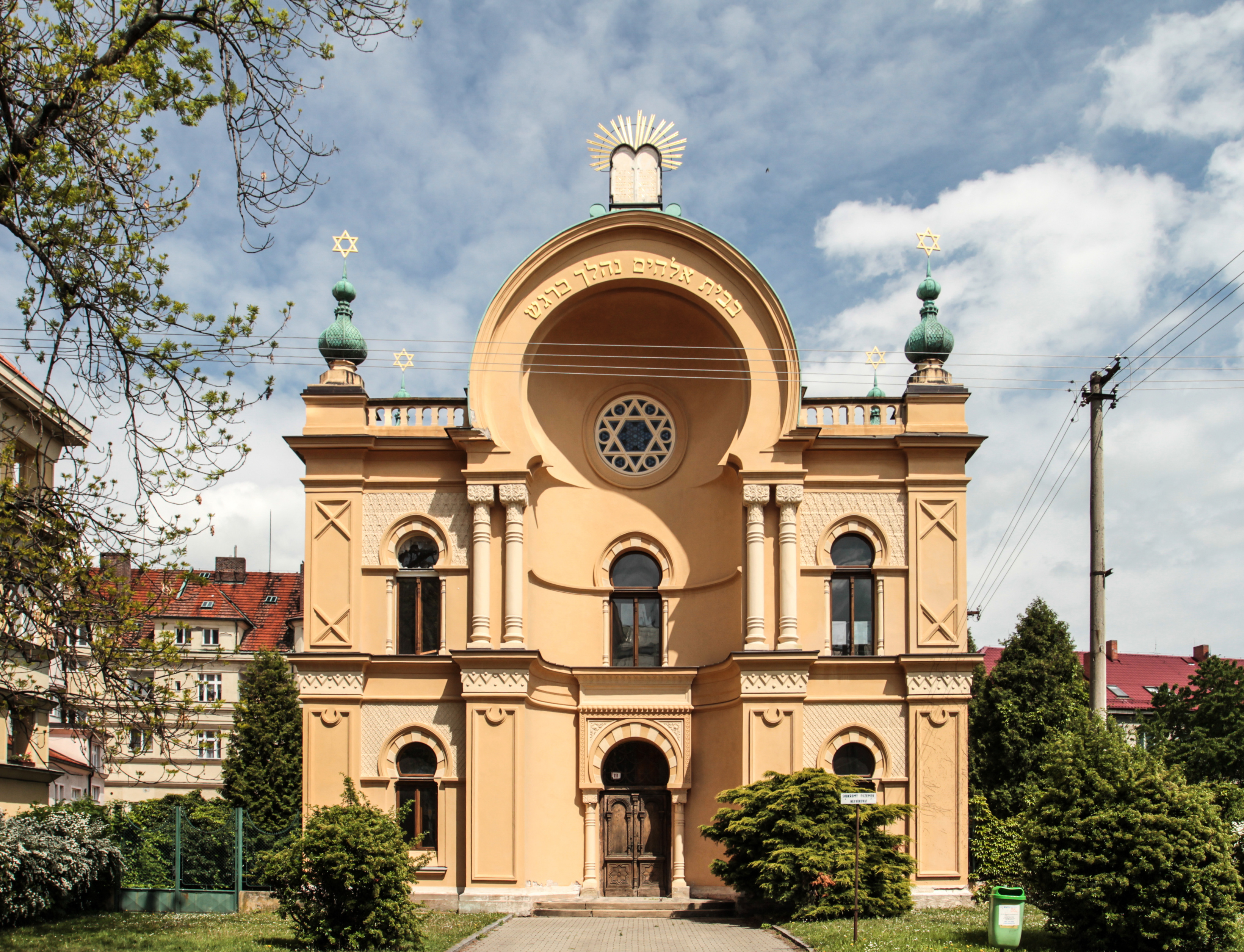
Rekonstruovaná čáslavská synagoga z roku 1900

### Muzeum zemědělské techniky
V těsné blízkosti města je umístěno Muzeum zemědělské techniky, které je součástí Národního zemědělského muzea. V Čáslavi lze spatřit jednu z největších sbírek historické zemědělské mechanizace v Evropě, zejména traktorů, kombajnů, mlátiček obilí, stabilních motorů, oradel, lokomobil a originál ruchadla bratranců Veverkových.

## Náboženské organizace
- Apoštolská církev
- Církev československá husitská
- Českobratrská církev evangelická
  - Diakonie Českobratrské církve evangelické
- Náboženská společnost Svědkové Jehovovi
- Římskokatolická církev

## Osobnosti
- Jan Ladislav Dusík (1760–1812), skladatel
- Alois Vraný (1851–1907), akademický malíř, krajinář
- Kliment Čermák (1852–1917), historik, archeolog
- Rudolf Těsnohlídek (1882–1928), spisovatel, básník
- Jiří Mahen (1882–1939), literát, ředitel knihovny v Brně
- Alois Eliáš (1890–1942), velitel 21. pěšího pluku v Čáslavi
- František Moravec (1895–1966), brigádní generál, odbojář
- Bohumil Špaček (1911–1986), chirurg
- Josef Svoboda (1920–2002), scénograf, jevištní výtvarník a pedagog
- Miloš Forman (1932–2018),  režisér, scenárista
- Vladimír Remek (* 1948), kosmonaut, studoval v Čáslavi
- Jarmila Kratochvílová (* 1951), atletka, držitelka světového rekordu
- Ludmila Formanová (* 1974), atletka

## Partnerská města
- Opfikon, Švýcarsko